# Siedlęcin (przystanek kolejowy)
Siedlęcin – przystanek osobowy, a dawniej stacja kolejowa w Siedlęcinie na linii kolejowej nr 283 Jelenia Góra – Żagań, w województwie dolnośląskim.
Na stacji rozegrał się jeden z epizodów wydarzenia nazwanego Wielką Ucieczką ze Stalagu Luft III w Żaganiu (przed 1945 r. Sagan).
Wielka Ucieczka

Nocą z 24 na 25 marca 1944 jeńcy uciekli ze Stalagu. Jedną z grup przygotowano do ucieczki koleją. Żołnierze posiadali niemiecką walutę i podrobione dokumenty. Cała grupa zakupiła bilety na przystanku kolejowym Tschiebsdorf i wsiadła do pociągu jadącego w kierunku południowym. Żołnierze wysiedli na stacji Siedlęcin Boberröhrsdorf i tam się rozdzielili.